# Lissocarcinus laevis
Lissocarcinus laevis är en kräftdjursart som beskrevs av Edward John Miers 1886.
Lissocarcinus laevis ingår i släktet Lissocarcinus och familjen simkrabbor. Inga underarter finns listade i Catalogue of Life.

## Bildgalleri

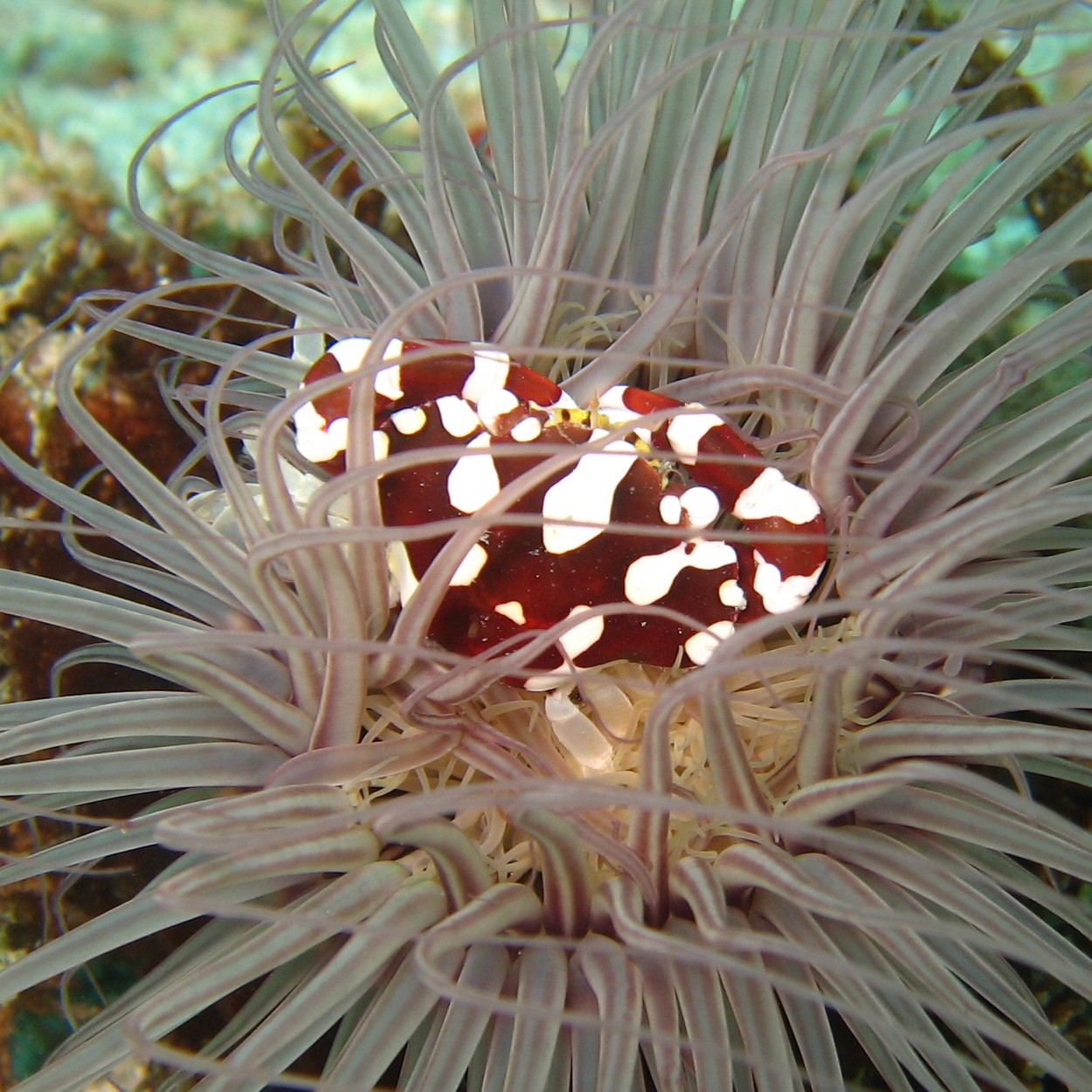